# ボブ・ジョンソン (俳優)
ボブ・ジョンソン（Bob Johnson、1920年5月4日 - 1993年12月31日）は、アメリカ合衆国の俳優、声優。オレゴン州ポートランド出身。『スパイ大作戦』の指令の声で知られる。

## 来歴
リンフィールド大学、ルイス&クラークカレッジを経て会計士になる。第二次世界大戦中は陸軍航空隊に勤務。この頃からアナウンサーや歌手として活動するようになる。
1993年12月31日に 心不全のため、ハワイ州モロカイ島で死去。

## 出演作品
- 黒い蠍（1957年、ナレーター、警察無線の声、ラジオのニュースキャスターの声、アナウンサーの声）
- アリゾナ警備隊26人の男（1958年 - 1959年、アンディ、ビル・スミス、ウェイド）
- アウター・リミッツ（1963年 - 1964年、ロックスの声、インターホンの声、ラジオのニュースキャスターの声、ホストの声 他）
- すてきなケティ（1964年、レポーター）
- 卑怯者の勲章（1964年、ドキュメンタリーのナレーション）
- ドクトル・ジバゴ （1965年）[1]
- 母さんは28年型（1966年、テレビのアナウンサー）
- スパイ大作戦（1966年 - 1973年、指令の声）
- 宇宙大作戦（1966年 - 1968年、ピトケアンの声、タロジアンの声、管制官の声 他）
- 陽気なルーシー（1968年、指令の声）
- ペンチャー・ワゴン（1969年）[1]
- ミッドナイト（1982年、キャリントン牧師）
- 新スパイ大作戦（1988年 - 1990年、指令の声）